# Liste antiker Ortsnamen und geographischer Bezeichnungen/Em
| Lateinischer Name | Griechischer Name   | Beschreibung                                                                               | Heute                           | Quellen und Verweise             | Lage |
| ----------------- | ------------------- | ------------------------------------------------------------------------------------------ | ------------------------------- | -------------------------------- | ---- |
| Emathia           |                     |                                                                                            |                                 | Smith;                           |      |
| Embatum           |                     |                                                                                            |                                 | Smith;                           |      |
| Embolima          |                     |                                                                                            |                                 | Smith;                           |      |
| Emerita Augusta   |                     | siehe Augusta Emerita                                                                      |                                 |                                  |      |
| Emesa             | Ἔμισσα (Emissa)     | Stadt in Syria                                                                             | Homs in Syrien                  | Smith;                           |      |
| Emims             |                     |                                                                                            |                                 | Smith;                           |      |
| Emmaus            | Ἐμμαούς (Emmaous)   | im Lukasevangelium erwähnter Ort der Begegnung zweier Apostel mit dem auferstandenen Jesus |                                 | Smith (1);                       |      |
| Emmaus            | Ἐμμαούς (Emmaous)   | Ort etwa 8 km westlich von Jerusalem                                                       | Motsa, ein Vorort von Jerusalem | Smith (1);                       |      |
| Emmaus            | Ἐμμαούς (Emmaous)   | Ort in Palästina, etwa 30 km westlich von Jerusalem                                        | Amwas                           | Smith (2);                       |      |
| Emmaus            | Ἀμμαοῦς (Ammaous)   | Thermalquellen von Tiberias                                                                |                                 | Smith (3);                       |      |
| Emodi Montes      |                     |                                                                                            |                                 | Jos. AJ 18.2.3, BJ 4.1.2; Smith; |      |
| Emperesium        |                     |                                                                                            |                                 | Smith;                           |      |
| Emporia           | Ἐμπορεῖα (Emporeia) | Gruppe phönizisch-karthagischer Handelsstädte an der Küste der Syrtis Minor                |                                 | Smith;                           |      |
| Emporiae          | Ἐμπόριον (Emporion) | griechische Handelssiedlung am Golf von Roses in Katalonien, später römisches Municipium.  |                                 | Smith;                           |      |
| Emporicus Sinus   |                     |                                                                                            |                                 | Smith;                           |      |
| Empulum           |                     |                                                                                            |                                 | Smith;                           |      |